# 柳志光
柳志光（韓語：유지광，1927年—1988年11月12日），是韓国的組織暴力團成員，是被英雄美化的犯罪人物。他是首爾東大門的組織暴力團首領李丁载的手下和亲属。
柳志光在1927年出生於京畿道利川，檀国大学政治科三年级退學。1955年在亲属李丁载的遊說下，加入暴力团「三友会」的组织，擔任行动队长。1956年組成「花郞同志会」。
1960年因暴行罪被韓國法院求刑10年。五一六军事政变以后，於11月被判處無期徒刑，其後被减刑至15年。
他於1988年11月12日在婚禮期間因突發性心肌梗塞而死亡。

## 著作
- 《大明》（대명）

## 外部連結
- [大韩新闻 第272号 政治黑帮 柳志光、李丁载、林和秀等 公判]. KTV 대한늬우스. YouTube. 2016-10-14  [2022-04-24]. （原始内容存档于2022-06-14） （韩语）.